# المدقة (إب)

تعديل مصدري - تعديل

المدقة هي إحدى قرى عزلة شعب يافع بمديرية إب التابعة لمحافظة إب، بلغ تعداد سكانها 225 نسمة حسب تعداد اليمن لعام 2004.